# Nigella segetalis
Nigella segetalis är en ranunkelväxtart som beskrevs av Friedrich August Marschall von Bieberstein. Nigella segetalis ingår i släktet nigellor, och familjen ranunkelväxter. Inga underarter finns listade i Catalogue of Life.